# Lipotriches nuda
Lipotriches nuda là một loài Hymenoptera trong họ Halictidae. Loài này được Rayment mô tả khoa học năm 1939.